# جيمس إس. مكدونالد
جيمس إس. مكدونالد هو سياسي كندي، ولد في 1839. انتخب عضو مجلس نواب نوفا سكوتيا.